# Mattia Croci-Torti
Mattia Croci-Torti (Chiasso, 1982. április 10. –) svájci labdarúgó, edző. 2021 óta a Lugano vezetőedzője.

## Pályafutása

### Labdarúgóként
Croci-Torti a svájci Chiasso községben született. Az ifjúsági pályafutását a Morbio, a Chiasso és a Grasshoppers csapatában kezdte, majd a Malcantone Agno akadémiájánál folytatta.
1999-ben mutatkozott be a Chiasso felnőtt keretében. 2000 és 2014 között a Grasshoppers II, a Malcantone Agno, a Lugano, a Biaschesi, a Wil és a Chiasso csapatát erősítette.

### Edzőként
2015-től 2016-ig a Balerna edzője volt. 2018-ban a Mendrisio szerződtette. 2021. szeptember 1-jén az első osztályban szereplő Lugano vezetőedzője lett. A 2021–22-es szezonban megnyerte a csapattal a svájci kupát.

## Sikerei, díjai

### Edzőként
Lugano
- Svájci Kupa
  - Győztes (1): 2021–22